# Jambo Bwana
Jambo Bwana er en dansk ekspeditionsfilm fra 1947, der er instrueret af Aage Stentoft.

## Handling
Aage Stentoft leder en safari i Østafrika, hvor han ledsages af to storvildtsjægere, Carr og Hartley, der til daglig forsyner zoologiske haver i Europa og Amerika med Afrikas vilde dyr. Der bliver dog ikke skudt dyr i denne film, men tværtimod følges savannens dyr, store som små, i deres naturlige omgivelser. Titlen "Jambo bwana" er de indfødtes hilsen på swahili og betyder "Goddag, hvide mand".